# Blue Highways

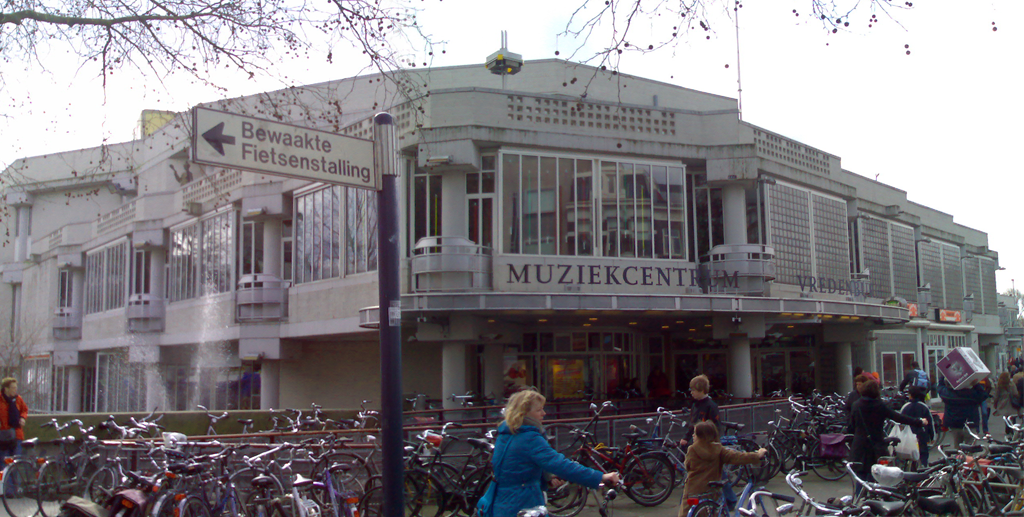
De eerste acht afleveringen van Blue Highways vonden plaats in het Muziekcentrum Vredenburg

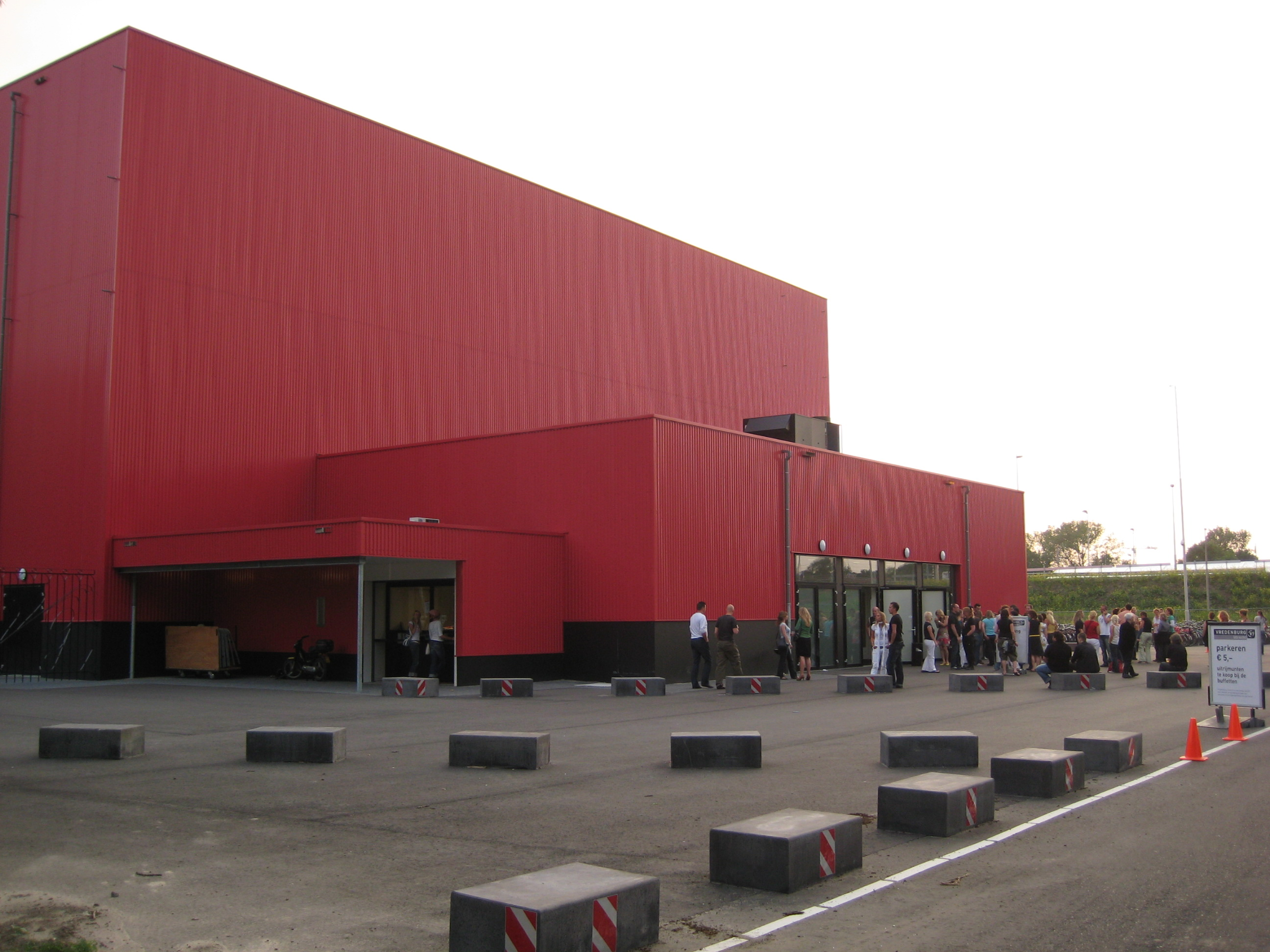
Vanaf 2008 vindt Blue Highways plaats in De Rode Doos: Vredenburg Leidsche Rijn

Blue Highways was een muziekfestival voor  country, bluegrass, americana en andere rootsmuziek, dat eens per jaar gehouden werd in het Muziekcentrum Vredenburg in Utrecht. De naam van het festival refereerde aan de kleinere (meer obscure) wegen op oude Amerikaanse landkaarten die in het blauw zijn gedrukt. De eerste aflevering vond plaats in april 2000, de laatste in 2011. Ramblin' Roots kan beschouwd worden als de opvolger van Blue Highways.
Tot 2007 werd het festival gehouden in de grote en kleine zaal aan het Vredenburg. De sfeer tussen beide zalen kon nogal verschillen: in de grote zaal stonden de 'grotere' acts geprogrammeerd, in de intieme kleine zaal de minder bekende artiesten. Vaak waren die zo interessant dat de zaal veel te klein bleek. Vanaf 2008 vindt het festival plaats in De Rode Doos: Vredenburg Leidsche Rijn. Kleinere acts stonden daar in 2008 en 2009 in de foyer geprogrammeerd. In 2011 werd een grote tent als kleine zaal gebruikt. Het publiek wordt in een recensie uit 2004 gekenmerkt als "man, tussen de 40 en 55 en kalend".
Voor drinken kon het publiek terecht bij de vaste bars in de lobby (te betalen met vooraf te kopen plastic muntjes), en voor eten bij etenskraampjes in de gangen van het muziekcentrum. Rond de grote zaal stonden kraampjes waar cd's en T-shirts verkocht worden. In Vredenburg Leidsche Rijn is dat beperkter; een enkel cd-kraampje in de bovenfoyer. In 2008 was de catering bovendien zo slecht dat bezoekers een week later een excuusbrief thuisgestuurd kregen.
Voorafgaand aan elk festival werd tot 2008 een cd verkocht met recente nummers van de artiesten die kwamen optreden; de tiende editie brak met deze traditie.
In 2010 vond er geen Blue Highways plaats, maar in 2011 werd de traditie weer opgepakt.
Tijdens een aantal afleveringen van het festival had de KRO een studio ingericht voor het programma American Connection, waar artiesten werden geïnterviewd en een paar nummers semiakoestisch speelden. Later werden delen van deze en de zaaloptredens uitgezonden; in 2005 werd het festival rechtstreeks uitgezonden via Radio 2. In 2008 werden grote delen van de optredens uitgezonden in het radioprogramma Roots op Radio 6.

## Afleveringen

### Blue Highways 2000 #1
Zaterdag 18 maart 2000
Kleine zaal:
- Darrell Scott
- Lynn Miles
- Damon Bramblett
- The Countrypolitans
- Terri Hendrix met de Lloyd Maines Band
- Amazing Rhythm Aces (2e set)
- Mount Pilot
- Richard Buckner
- Steve Riley & the Mamou Playboys

Grote zaal:
- Amazing Rhythm Aces (1e set)
- Ray Wylie Hubbard met de Lloyd Maines Band & Terri Hendrix
- Venice
- Iris Dement
- Guy Clark
- Terry Allen
- Wayne Hancock
- 16 Horsepower
- Western Electric

### Blue Highways 2001 #2
zaterdag 10 maart 2001
Kleine zaal:
- Chris Gaffney & The Guilty Men
- Hazeldine
- Jon Dee Graham
- David Olney
- Bill Mallonee & Vigilantes Of Love
- Larry John Mcnally
- Two Dollar Pistols
- Slaid Cleaves

Grote zaal:
- The Cash Brothers
- Kristi Rose & Pulp Country
- Jimmie Dale Gilmore
- Mary Gauthier
- Buddy Miller Band
- Dave Alvin & The Guilty Men
- Robbie Fulks
- The Hollisters

### Blue Highways 2002 #3
zaterdag 23 maart 2002
Kleine zaal:
- Sarah Harmer
- Demolition String Band
- Greg Trooper
- Trailer Bride
- Karen Poston & The Crystal Pistols
- Penny Jo Pullus
- Autumn K. Dial
- Kev Russell's Junker

Grote zaal:
- Brooklyn Cowboys
- Bruce Robison
- Slaid Cleaves
- Butch Hancock
- Chris Hillman & Herb Pedersen
- Tift Merritt
- The Twangbangers: Bill Kirchen, Redd Volkaert, Dallas Wayne, Joe Goldmark
- Jesse Dayton

### Blue Highways 2003 #4
zaterdag 26 april 2003
Kleine zaal:
- Johnny Irion & Sarah Lee Guthrie
- Rod Picott
- Laura Cantrell
- The Handsome Family
- Bobby Bare jr.
- Thad Cockrell
- Two Tons of Steel
- The Weary Boys

Grote zaal:
- The Domino Kings met Florence Dore & Porter Hall, Tennessee
- Gurf Morlix met Beaver Nelson & Mary Gauthier
- Chip Taylor & Carrie Rodriguez
- Greg Trooper & Band
- Buddy Miller
- Kathleen Edwards
- Slobberbone

### Blue Highways 2004 #5
zaterdag 17 april 2004
Kleine zaal:
- Neil Cleary
- Ben Atkins
- Tish Hinojosa
- Caitlin Cary
- Mark Olson & The Creekdippers (met Victoria Williams)
- Elizabeth McQueen and The Firebrands
- Chris Knight
- Drive-By Truckers

Grote zaal:
- Duane Jarvis with Phil Lee & Joy Lynn White
- Reckless Kelly
- Chris Hillman & Herb Pedersen
- Allison Moorer
- Rodney Crowell
- Bobby Bare jr.
- Fred Eaglesmith & The Flatheaded Noodlers

### Blue Highways 2005 #6
zaterdag 23 april 2005
Kleine zaal:
- Bernie Leadon
- Caroline Herring
- Eliza Gilkyson
- Bill Kirchen & Austin de Lone
- DB Harris
- Nathan Hamilton
- Lori McKenna
- Two Cow Garage

Grote zaal:
- Jim Lauderdale
- Tres Chicas
- Son Volt
- Kate & Anna McGarrigle
- Tom Russell
- Kelly Willis
- Chuck Prophet

### Blue Highways 2006 #7

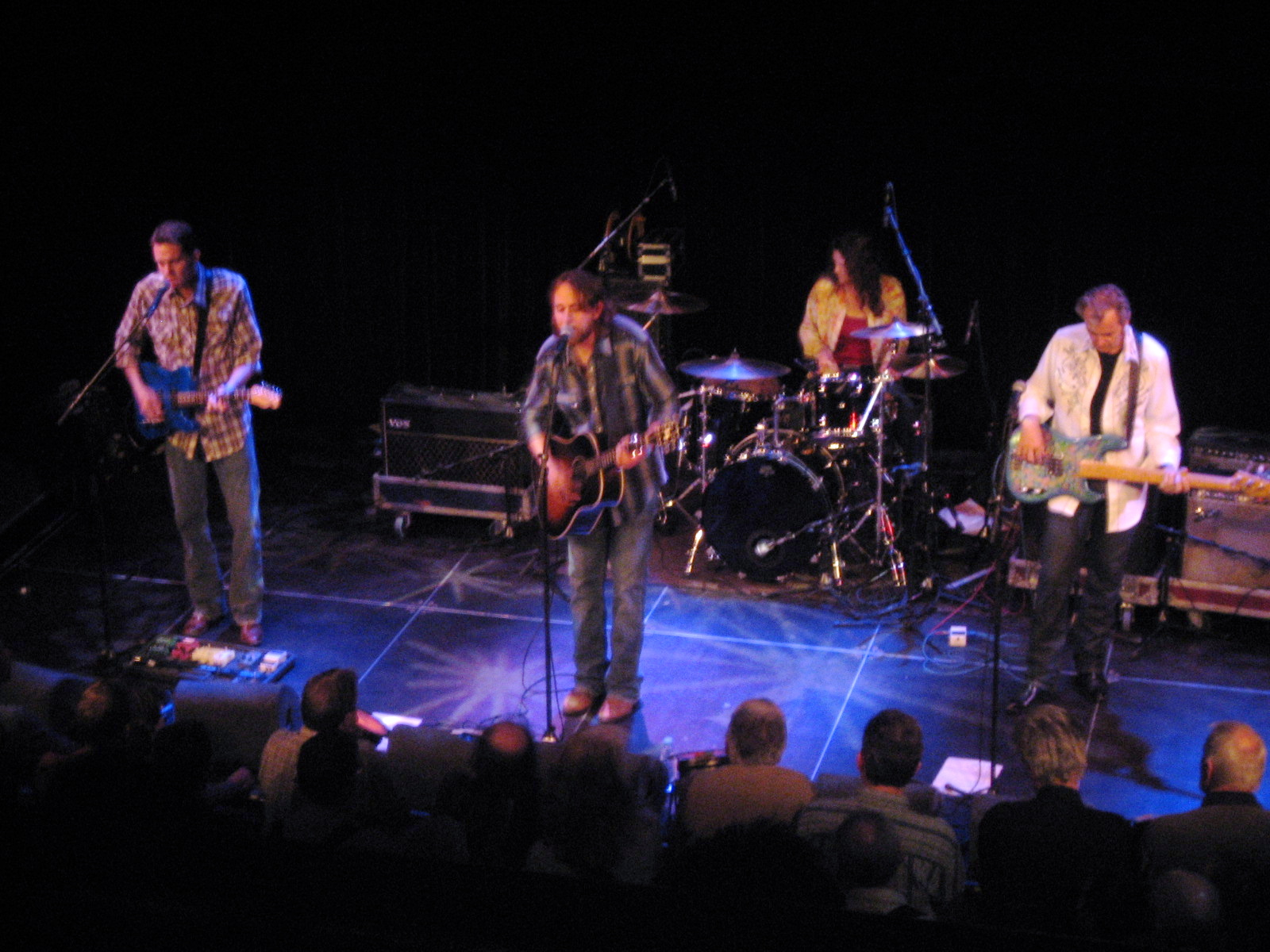
Hayes Carll in de kleine zaal

zaterdag 22 april 2006
Kleine zaal:
- The McKay Brothers
- Adam Carroll & Scrappy Jud Newcomb
- Hayes Carll
- Grayson Capps
- Joy Lynn White
- Jeffrey Foucault
- Stillhouse
- Tift Merrit

Grote zaal:
- Scott Miller & The Commonwealth
- Dar Williams with Band
- Marah
- The Be Good Tanyas
- Guy Clark
- Thad Cockrell & Caitlin Cary
- The Drams

### Blue Highways 2007 #8
zaterdag 21 april 2007
- Joe Ely
- Shooter Jennings
- Bo Ramsey
- Road Kings (feat. Jesse Dayton)
- Hayden Thompson
- Kevn Kinney's S.T.A.R
- Hacienda Brothers
- Ollabelle
- Danny & Dusty (oftewel Steve Wynn en Dan Stuart)
- Pieta Brown
- Diana Jones
- Chip Taylor
- Kris Delmhorst
- Stephen Simmons
- Po’ Girl

### Blue Highways 2008 #9
zaterdag 19 april 2008, Vredenburg Leidsche Rijn

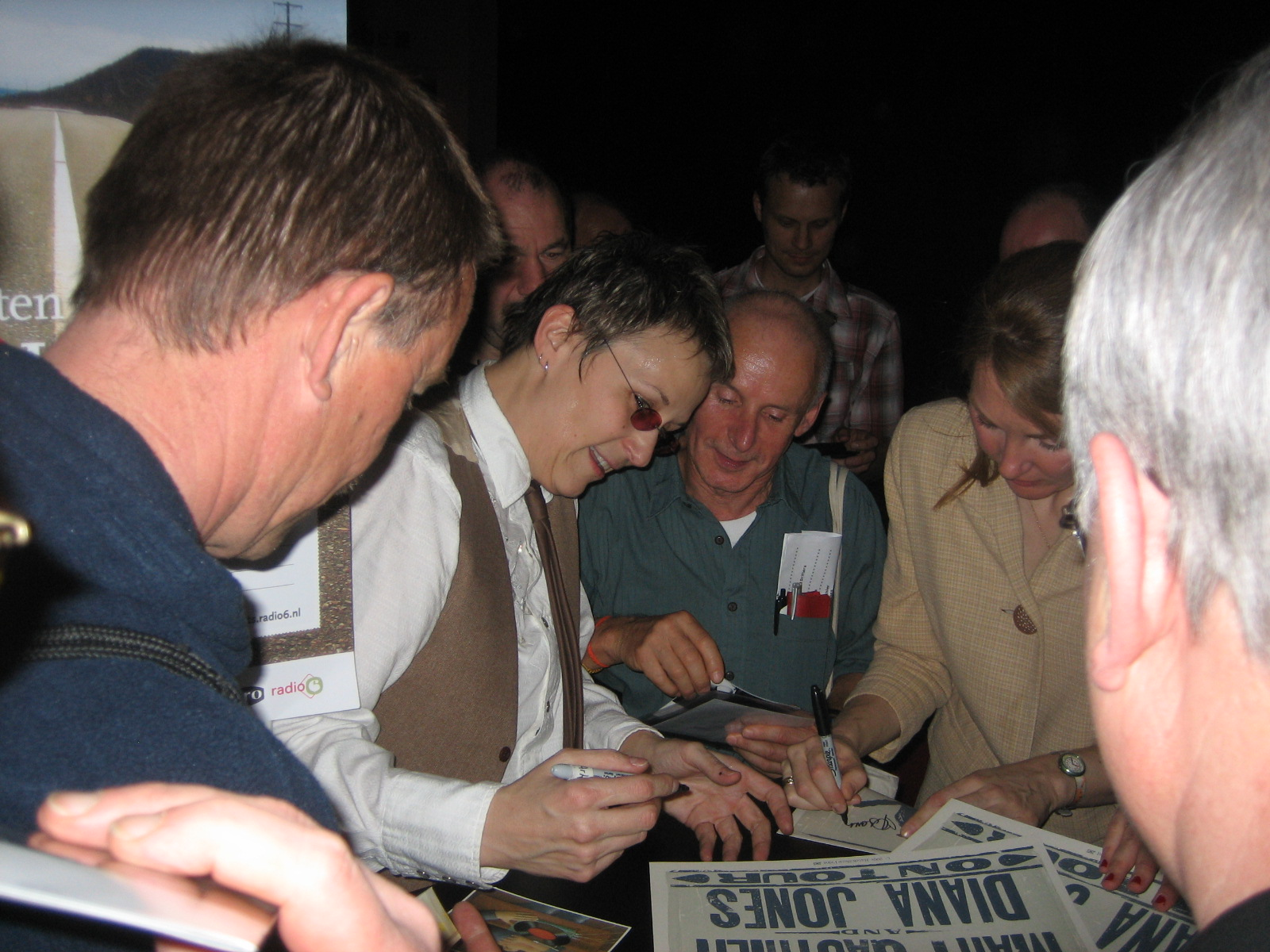
Mary Gauthier en Diana Jones signeren

(Tussen haakjes de uitzenddatum in het radioprogramma Roots op Radio 6.)
Foyer:
- Kendel Carson
- A.J. Roach
- J.B. Beverley & The Wayward Drifters
- Mary Gauthier & Diana Jones
- Malcolm Holcombe

Zaal:
- Eilen Jewell (8 juni 2008)
- Michael Fracasso (15 juni 2008)
- Dayna Kurtz (29 juni 2008)
- Chris Smither (1 juni 2008)
- Iris DeMent (25 mei 2008)
- Sam Baker (11 mei 2008)
- Greg Brown (18 mei 2008)
- Jason Isbell (22 juni 2008)

### Blue Highways 2009 #10
zaterdag 18 april 2009, Vredenburg Leidsche Rijn

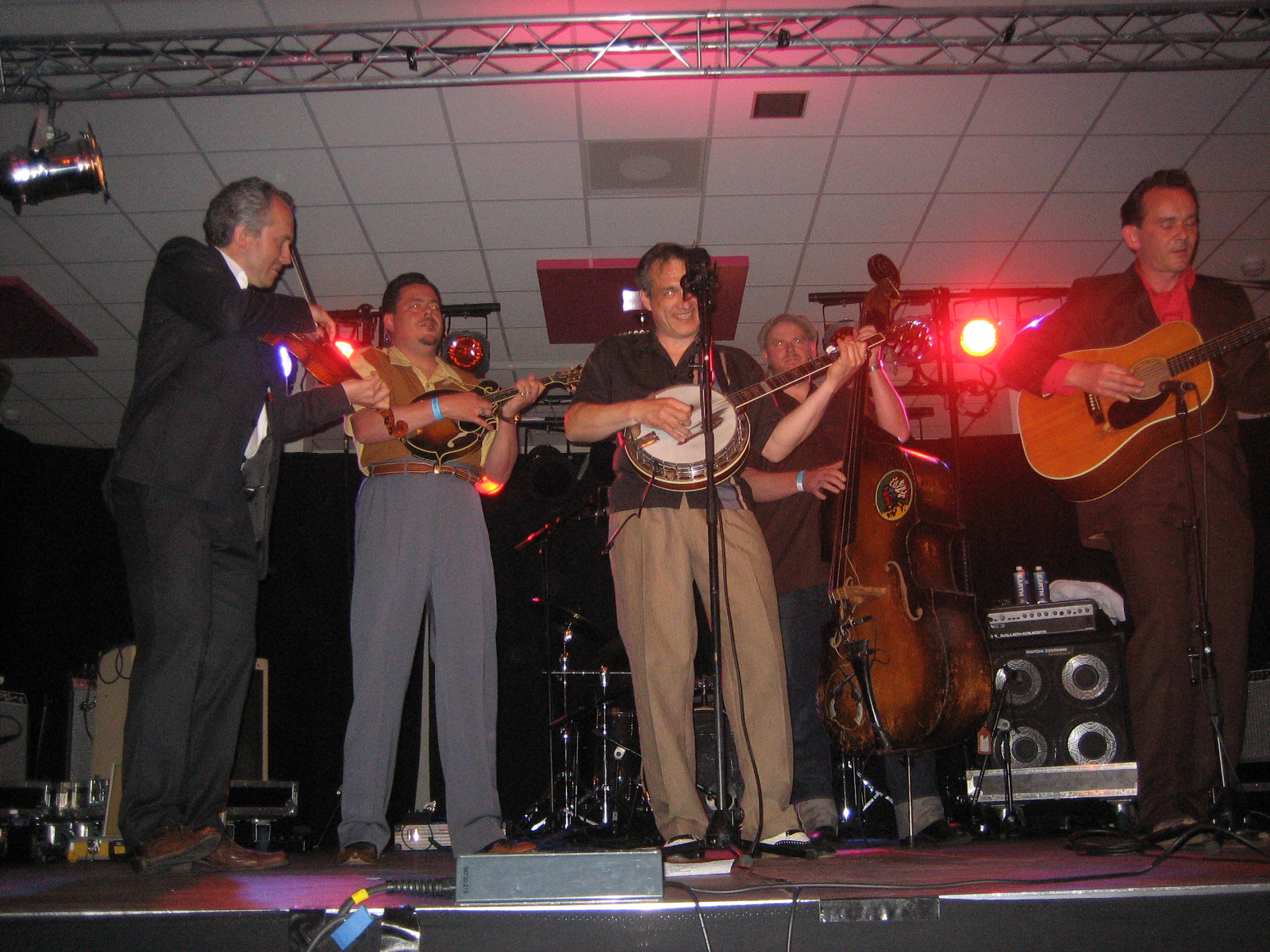
De Blue Grass Boogiemen sluiten als eerste niet-Noord-Amerikaanse act in tien edities van Blue Highways het festival af

Foyer:
- The Weber Brothers
- Twilight Hotel
- Rockin' Billy & his Wild Coyotes
- Marybeth D'Amico
- King Clarentz
- Blue Grass Boogiemen

Zaal:
- Slim Cessna's Auto Club
- Tom Freund
- Robyn Ludwick
- Romi Mayes
- Bruce Robison
- Terry Evans

### Blue Highways 2011 #11
zaterdag 23 april 2011, Vredenburg Leidsche Rijn
Zaal:
- Boris McCutcheon & The Saltlicks
- Frazey Ford & Band
- Jesse Winchester
- Jimmy Lafave & Band
- American Aquarium

Tent:
- Jenee Halstead
- Justin Rutledge
- Matt the Electrician
- Brian Webb

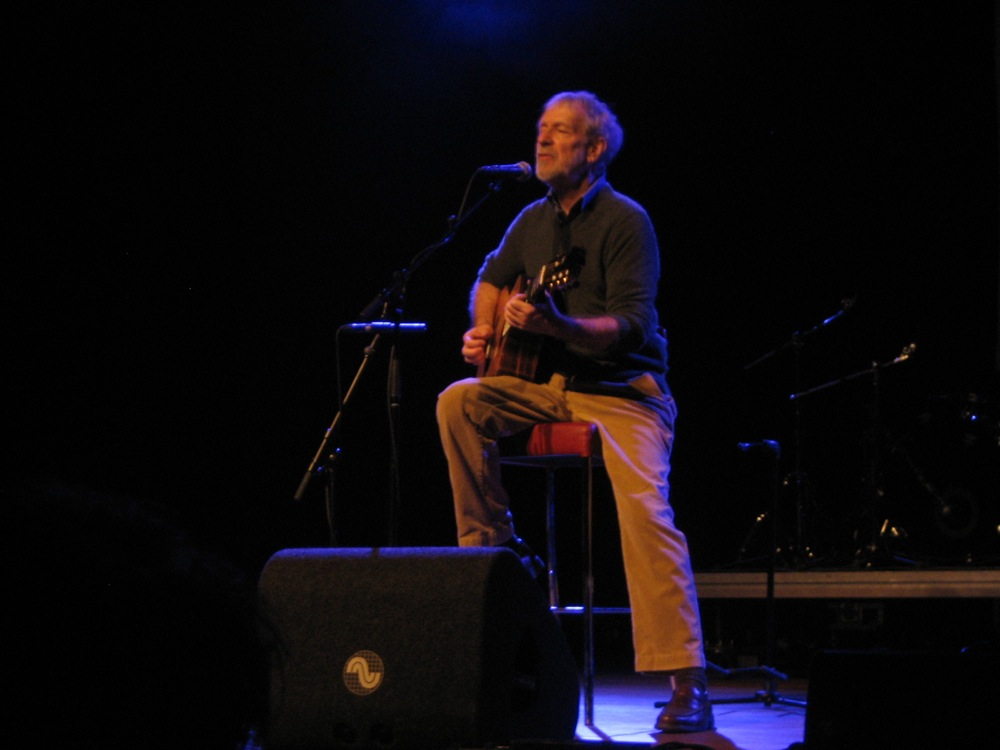
Jesse Winchester

- Iain Matthews & Ad Vanderveen : Iain Ad Venture
- Israel Nash Gripka & the Fieros
- The Seatsniffers

## Andere Americana-festivals
- Ramblin' Roots
- Roots of Heaven
- Take Root